# Милна (Хвар)
Милна је насељено место у саставу града Хвара, на острву Хвару, Сплитско-далматинска жупанија, Република Хрватска.

## Историја
До територијалне реорганизације у Хрватској налазила се у саставу старе општине Хвар.

## Становништво
На попису становништва 2011. године, Милна је имала 104 становника.
| Број становника по пописима | Број становника по пописима | Број становника по пописима | Број становника по пописима | Број становника по пописима | Број становника по пописима | Број становника по пописима | Број становника по пописима | Број становника по пописима | Број становника по пописима | Број становника по пописима | Број становника по пописима | Број становника по пописима | Број становника по пописима | Број становника по пописима | Број становника по пописима |
| --------------------------- | --------------------------- | --------------------------- | --------------------------- | --------------------------- | --------------------------- | --------------------------- | --------------------------- | --------------------------- | --------------------------- | --------------------------- | --------------------------- | --------------------------- | --------------------------- | --------------------------- | --------------------------- |
| 1857                        | 1869                        | 1880                        | 1890                        | 1900                        | 1910                        | 1921                        | 1931                        | 1948                        | 1953                        | 1961                        | 1971                        | 1981                        | 1991                        | 2001                        | 2011                        |
| 0                           | 0                           | 0                           | 0                           | 0                           | 0                           | 0                           | 0                           | 0                           | 0                           | 82                          | 79                          | 79                          | 73                          | 90                          | 104                         |

Напомена: Исказује се као самостално насеље од 1991. настало издвајањем дела насеља Хвар. Од 1953. исказивано је као део насеља. У 1953. без становника.

### Попис1991.
На попису становништва 1991. године, насељено место Милна је имало 73 становника, следећег националног састава:
| Попис 1991.‍  | Попис 1991.‍  | Попис 1991.‍ | Попис 1991.‍ | Попис 1991.‍ |
| ------------ | ------------ | ----------- | ----------- | ----------- |
|              |              |             |             |             |
| Хрвати       | Хрвати       |             | 66          | 90,41%      |
| Немци        | Немци        |             | 2           | 2,73%       |
| неопредељени | неопредељени |             | 5           | 6,84%       |
| укупно: 73   |              |             |             |             |